# Motocyklowe Grand Prix Brazylii
Motocyklowe Grand Prix Brazylii – eliminacja Motocyklowych mistrzostw świata rozgrywana w latach 1987 - 1989, 1992, 1995-1997, 1999-2004. Wyścigi odbywały się na torach Jacarepaguá, Interlagos i Goiânia. W roku 1995 wyścig odbył się pod nazwą Grand Prix Rio de Janeiro.

## Lista zwycięzców
| Rok  | Data                 | 125 cm³         | 250 cm³          | MotoGP          |
| ---- | -------------------- | --------------- | ---------------- | --------------- |
| 2004 | 4 lipca 2004         | Héctor Barberá  | Manuel Poggiali  | Makoto Tamada   |
| 2003 | 20 września 2003     | Jorge Lorenzo   | Manuel Poggiali  | Valentino Rossi |
| 2002 | 22 września 2002     | Masao Azuma     | Sebastian Porto  | Valentino Rossi |
| Rok  | Data                 | 125 cm³         | 250 cm³          | 500 cm³         |
| 2001 | 3 listopada 2001     | Youichi Ui      | Daijiro Kato     | Valentino Rossi |
| 2000 | 7 października 2000  | Simone Sanna    | Daijiro Kato     | Valentino Rossi |
| 1999 | 24 października 1999 | Noboru Ueda     | Valentino Rossi  | Norifumi Abe    |
| 1997 | 3 sierpnia 1997      | Valentino Rossi | Olivier Jacque   | Michael Doohan  |
| 1996 | 6 października 1996  | Haruchika Aoki  | Olivier Jacque   | Michael Doohan  |
| 1995 | 17 września 1995     | Masaki Tokudome | Doriano Romboni  | Luca Cadalora   |
| 1992 | 23 sierpnia 1992     | Dirk Raudies    | Luca Cadalora    | Wayne Rainey    |
| 1989 | 17 września 1989     |                 | Luca Cadalora    | Kevin Schwantz  |
| 1988 | 17 września 1988     |                 | Dominique Sarron | Eddie Lawson    |
| 1987 | 27 września 1987     |                 | Dominique Sarron | Wayne Gardner   |